# Ardor3D
Ardor3D es un motor de videojuegos 3D, escrito enteramente en Java que utiliza OpenGL para jugabilidad y visualización de alto rendimiento.

## Historia
Ardor3D comenzó su camino el 23 de septiembre de 2008 como un fork del programa jMonkeyEngine hecha por Joshua Slack y Rikard Herlitz debido a lo que ellos percibían como problemas irreconciliables con el nombrado, procedencia, licenciamiento y estructura de la comunidad en dicho motor, así como a un deseo de hacer un motor poderoso de código abierto con soporte corporativo organizado. La primera versión pública llegó el 2 de enero de 2009, con nuevas versiones saliendo a partir de entonces nuevas versiones cada pocos meses.  Ardor3D fue rápidamente adoptado por varias compañías, estudios de diseño de juegos, y agencias gubernamentales.

### Medios de comunicación
- Capturas de pantalla
- Vídeos
  - NASA Jet Propulsion Lab (en inglés)
  - Spaced (en inglés)
- Continentes desconocidos (Unknown Continents) en Vimeo

## Nota
- Esta obra contiene una traducción  derivada de «Ardor3D» de Wikipedia en inglés, publicada por sus editores bajo la Licencia de documentación libre de GNU y la Licencia Creative Commons Atribución-CompartirIgual 4.0 Internacional.

- Datos: Q4788241